# Cumella thomasiliffei
Cumella thomasiliffei is een zeekommasoort uit de familie van de Nannastacidae. De wetenschappelijke naam van de soort is voor het eerst geldig gepubliceerd in 2003 door Petrescu.